# Crkva Krista Kralja u Hutovu
Crkva Krista Kralja je katolička župna crkva u Hutovu u Bosni i Hercegovini.

## Povijest
Gradnja crkve je započela blagoslovom temelja na blagdan sv. Ivana, 24. lipnja 1976. godine. Crkva je dovršena i blagoslovljena 6. srpnja 1980. godine.
U dvorištu se nalazi i kapelica sv. Ivana Krstitelja i sv. Luke Evanđeliste iz nepoznatog vremena.

### Knjige
- Šutalo, Ivo. 2023. Nastanak i razvoj župa na području Trebinjsko-mrkanske biskupije i sakralni objekti po župama.   Puljić, Ivica; Marić, Marinko (ur.). Trebinjsko-mrkanska biskupija: Zbornik radova povodom obilježavanja 1000. obljetnice prvoga pisanog spomena Trebinjske biskupije i 700. obljetnice prvoga pisanog spomena Mrkanske biskupije. Trebinjsko-mrkanska biskupija. Mostar. str. 469–623

### Mrežna sjedišta
- Hutovo: Ususret 50. obljetnici župe. Pristupljeno 2. kolovoza 2023.